# The Great O'Malley
The Great O'Malley è un film del 1937 diretto da William Dieterle.
È un film drammatico statunitense con Pat O'Brien, Sybil Jason e Humphrey Bogart. È basato sul racconto del 1924 The Making of O'Malley di Gerald Beaumont, pubblicato sulla rivista Redbook. Dallo stesso racconto era stato tratto anche un film muto del 1925, The Making of O'Malley, diretto da Lambert Hillyer. 

## Produzione
Il film, diretto da William Dieterle su una sceneggiatura di Milton Krims e Tom Reed su soggetto di Gerald Beaumont, fu prodotto dalla Warner Bros. e girato nei Warner Brothers Burbank Studios a Burbank, California, dal luglio 1936. Il titolo di lavorazione fu The Making of O'Malley.

## Distribuzione
Il film fu distribuito negli Stati Uniti dal 13 febbraio 1937 al cinema dalla Warner Bros.
Altre distribuzioni:
- in Francia il 28 maggio 1937 (Septième district)
- in Finlandia il 18 luglio 1937 (Poliisin salaisuus)
- nei Paesi Bassi il 26 novembre 1937 (De schrik van wijk Zeven)
- in Portogallo il 23 marzo 1939 (Sétima Esquadra)
- in Germania Ovest il 30 dicembre 1962 (Ordnung ist das halbe Leben, in TV)
- in Belgio (Septième district)
- in Belgio (Zevende district)
- in Brasile (O Grande O'Malley)
- in Grecia (I megali thysia)
- nei Paesi Bassi (In naam der wet)
- in Germania Ovest (Ordnung ist das halbe Leben)

### Critica
Secondo Leonard Maltin il film è una "sciropposa pellicola" e il giudizio risulta globalmente negativo.

### Promozione
La tagline è: A Tale of a Heartless Policeman.